# Alexander Bílek
Alexander Bílek (* 20. Januar 1941 in Dresden, Deutsches Reich; † 20. April 2017 in Prag, Tschechien) war ein tschechoslowakischer Geher. Er erreichte bei den Olympischen Sommerspielen 1964 im 20-Kilometer-Gehen der Männer den 11. Platz und im 50-Kilometer-Gehen der Männer den 20. Platz.

## Leben
Während seiner Karriere vertrat er Lokomotiva Liberece und später Spartak Usti nad Labem. Bilek nahm an vier Europameisterschaften teil, 1962 und 1966 sowie bei den 50-km-Rennen 1969 und 1971, wobei er 1962 bei den 20 km als bester Siebter ins Ziel kam. Er war dreizehnmaliger tschechoslowakischer Meister und stellte zwei nationale Rekorde auf: 1:28:04,8 h für 20 km und 26.092 Meter beim 2-Stunden-Lauf, beide im Jahr 1967.